# Ruskovce (Trenčín)
Ruskovce (in ungherese: Bánruszkóc) è un comune della Slovacchia facente parte del distretto di Bánovce nad Bebravou, nella regione di Trenčín.